# 鬼 (日本)

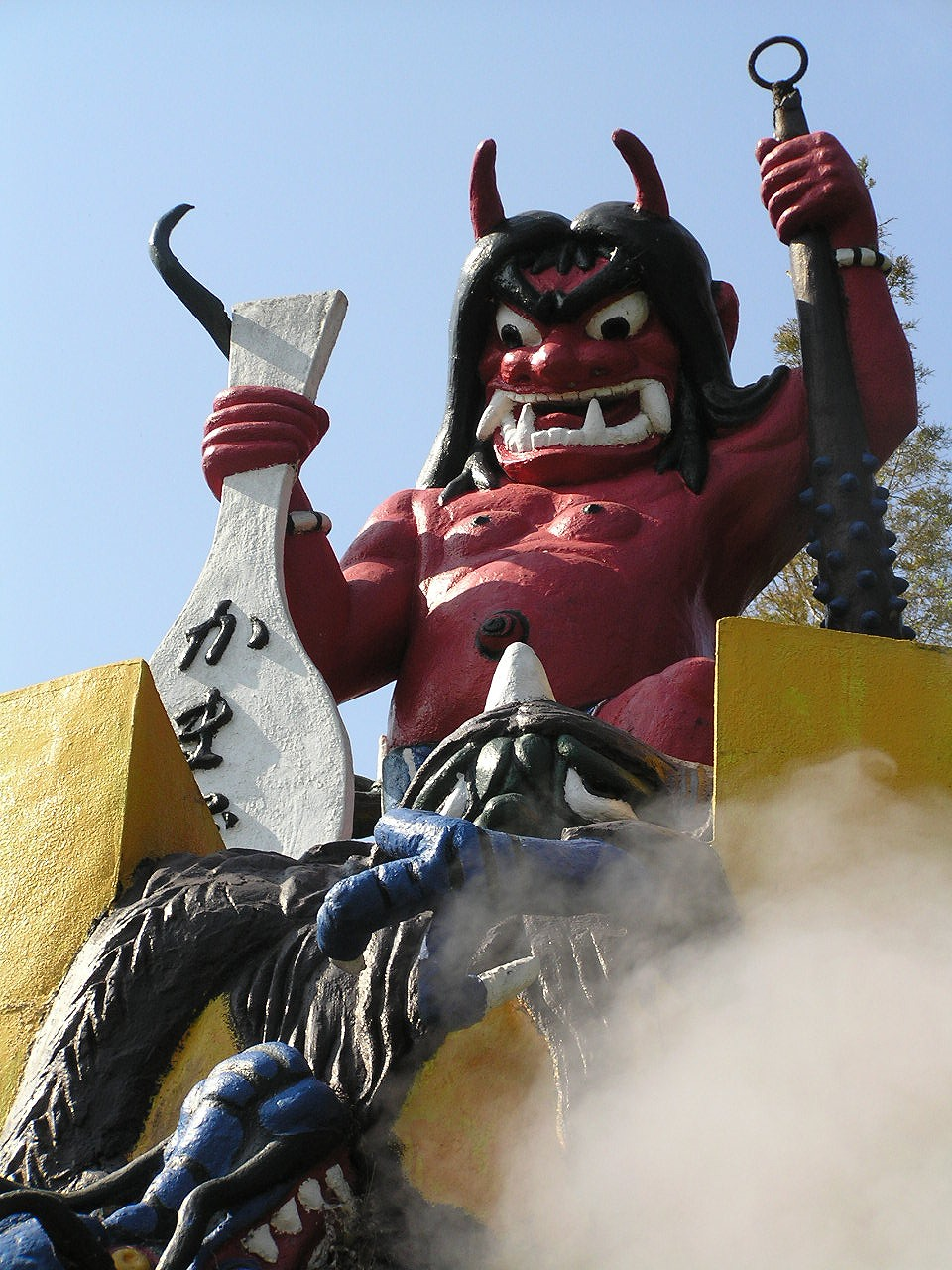
日本九州大分縣別府溫泉區鬼山地獄的赤鬼雕像

鬼（日语：／ Oni */?）是日本民间故事与传说的一种妖怪，外观依个体而异，一般形象是头上有角、龇牙咧嘴、上半身赤裸的大块头。也是“撒豆驱鬼”常驱的那种鬼，鬼大多和人处于敌对立场。

## 概要
日本文化中的鬼（鬼(おに)）與中華文化稱的鬼不同，定義上較符合魑魅魍魎的類型，但其特徵或形像則深受佛教的餓鬼等的影響；西方世界將其稱為"Oni"，定義上則是較符合 邪靈(惡魔/魔鬼) 一詞。
在日文漢字的涵義上，是指「強悍」、「兇惡」「恐怖」、「龐大」、「使人敬畏」的妖怪(或惡魔 等) 或其形象比喻。
目前Oni 普遍熟知的樣子：頭上長著兩個或一個角，嘴上長著獠牙，手指上有鋒利的指甲，擁有虎皮和纏著腰布，並拿著如同狼牙棒的巨棒的巨魔，有時被認為會傷害人甚至吃人，也因此，地獄的獄卒、牛頭馬面 和餓鬼道的餓鬼等，也可稱作為「鬼」(Oni)。而日本的閻魔王以Oni 的形象 廣為日本人熟知。
此外，據說也有沒有固定身材的情況。據說可以以美少年/美少女的形式出現，並誘騙年輕的女子/男子，或偽裝成為對方的家人或熟人。
簡而言之，日本的Oni 有著從「惡」到「善」和「神」的各種表現方式，很難用特定的形象來表達。不能單純的將其視同為壞人。然而，「可怕」、「強悍」和「超人般」的形象在Oni 之間似乎是共通的。
鬼一詞在現代日本通常是指一種像野人、半獸人及羅剎等一般非常強悍兇猛的妖怪，和中文的「鬼」有很大的不同。中文的「鬼」在意義上是傾向「鬼魂」之意，而日本則常稱鬼魂為「幽靈」（／ Yürei）。
日本的鬼在形象上常讓人連想到在中國《西遊記》中登場的「金角」、「銀角」或牛魔王。其特徵是披頭散髮且長有尖角，有著駭人獠牙的血盆大口，銅鈴眼，肌膚常為紅色或青色，上身赤裸，下圍虎皮，身軀高大強壯，爪牙銳利，以一把巨大的狼牙棒為武器。
不過日本的鬼並不只上述這一種，大抵上各種妖怪也可統稱為鬼，所以叫鬼怪。

## 字源、意義的變化
「鬼」的日語訓讀為，是從「 Onu」轉變而來的。有「隱而不見」的意思，所以可以推知最早日文中的「鬼」和中文沒有太大的差異，都是指人眼不能看見的神祕形體。
現代日本的鬼的形象約莫是在平安時代形成的。由於阴阳道和寅之間的东北方位稱為「鬼門」，所以日人據此發想，將牛（丑）角與虎（寅）纹裤巾的特徵加入，於是有了具體雛形。其後在佛教的影響下，羅剎的意象也被引入其中。

## 圖片

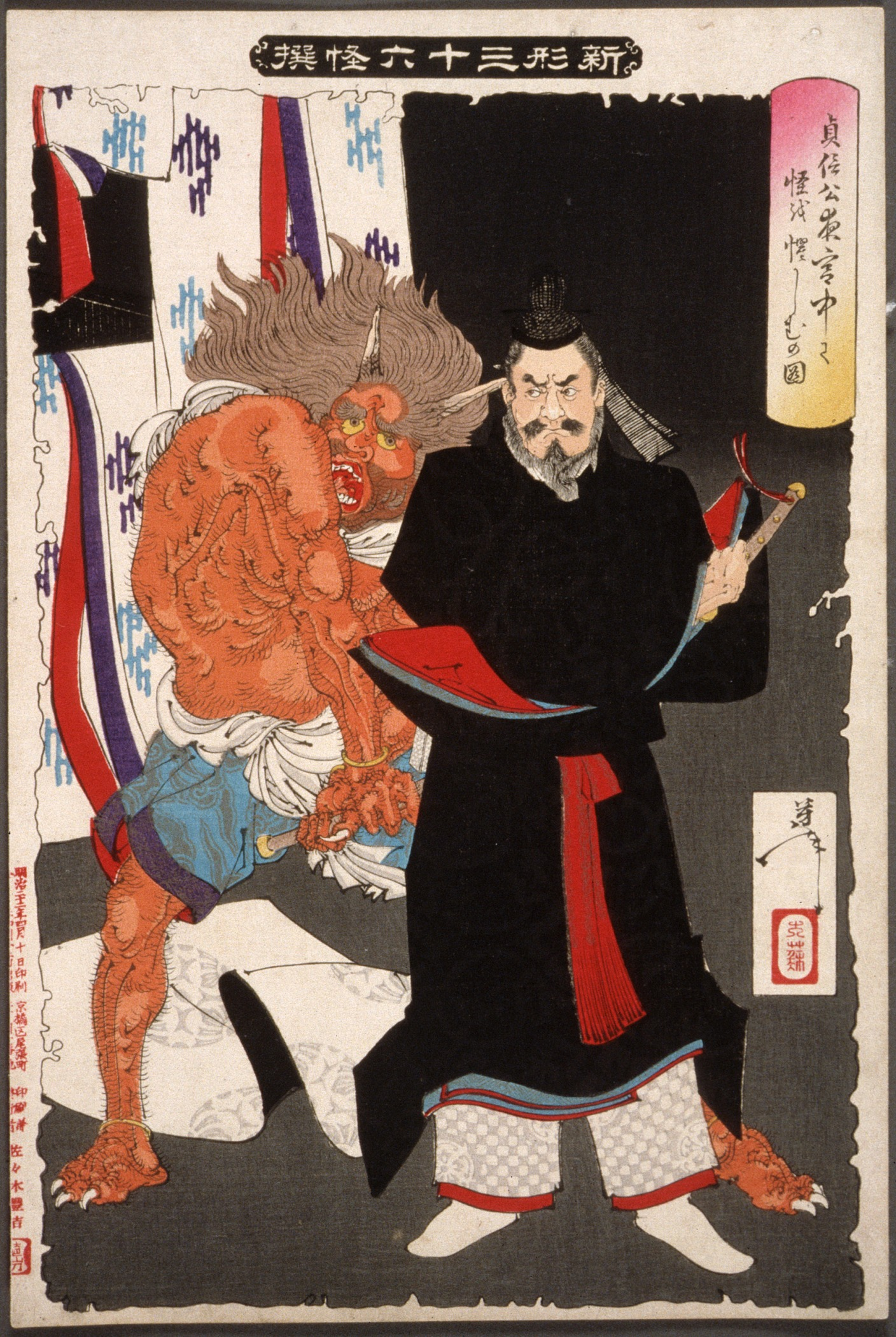
New Forms of Thirty-Six Ghosts: Lord Sadanobu (Fujiwara no Tadahira) Threatens a Demon (Oni) in the Palace at Night. Ukiyo-e printed by Tsukioka Yoshitoshi (1839–1892).
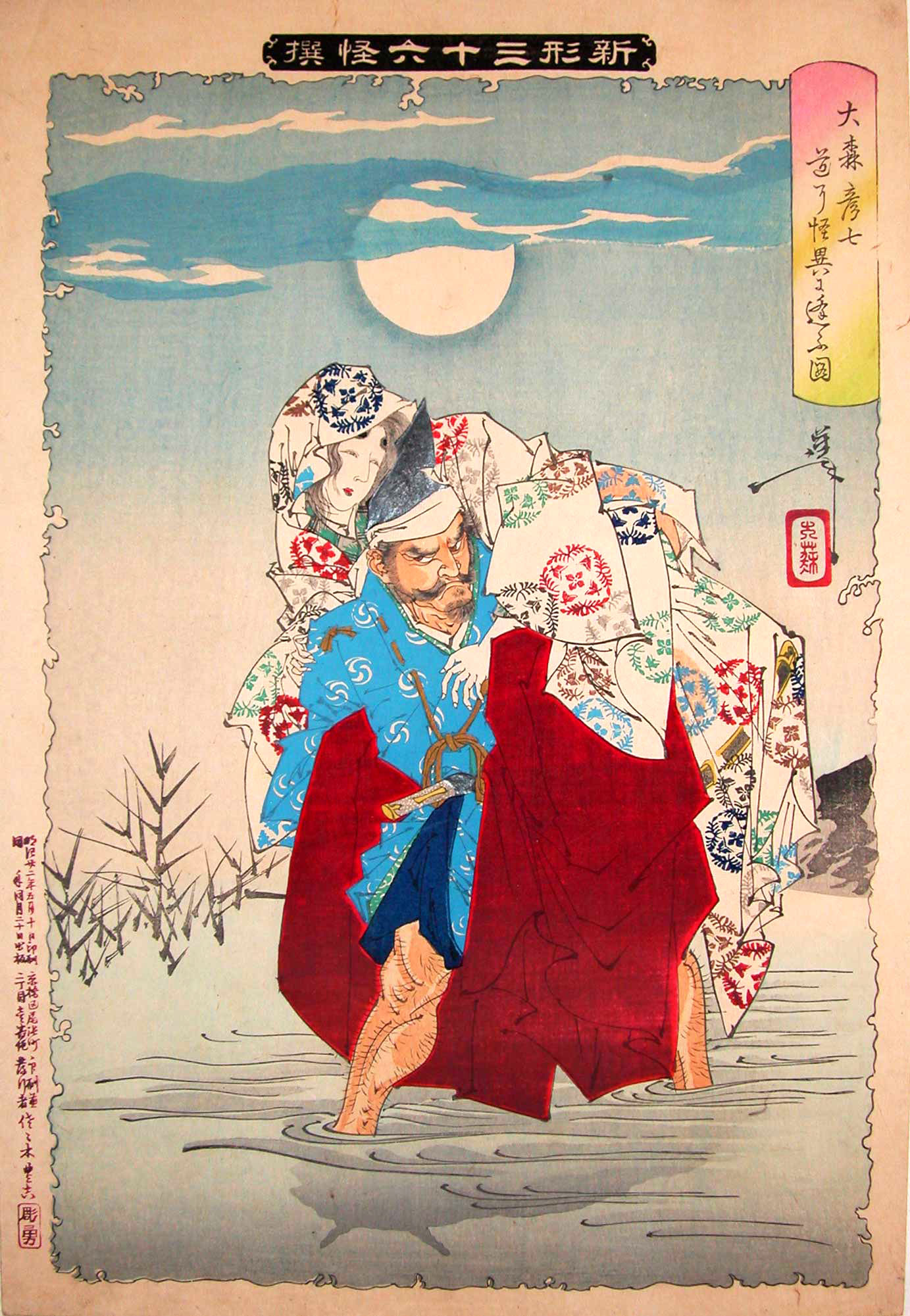
New Forms of Thirty-Six Ghosts: Omori Hikoshichi carrying a woman across a river; as he does so, he sees that she has horns in her reflection. Ukiyo-e Printed by Tsukioka Yoshitoshi.
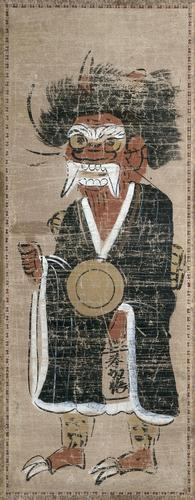
Oni in pilgrim's clothing. Tokugawa period. Hanging scroll, ink and color on paper. 59.2乘22.1（23.3乘8.7英寸）
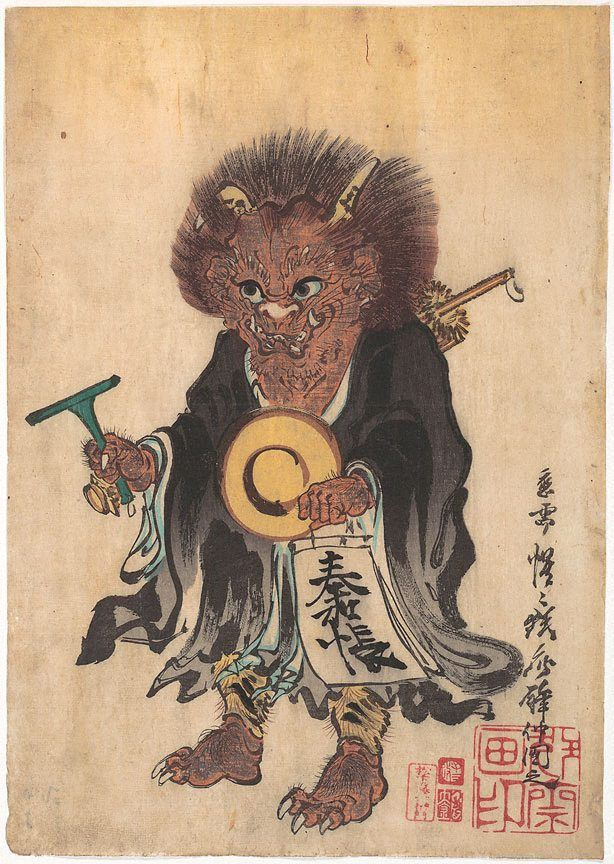
Depiction of an oni chanting a Buddhist prayer. The oni (ogre or demon) is dressed in the robes of a wandering Buddhist priest. He carries a gong, a striker, and a hogacho (Buddhist subscription list). By Kawanabe Kyōsai, 1864.

## 外部連結
- 鬼館
- The Obakemono Project: Oni （页面存档备份，存于）